# 가치가와정
가치가와정(勝川町)은 일본 아이치현 히가시카스가이군에 설치되었던 정이다. 현재의 가스가이시의 서북부에 해당한다.